# آنتون پوتسیلا
آنتون پوتسیلا (بلاروسی: Анто́н Канстанці́навіч Пуці́ла؛ زادهٔ ۲۳ ژوئن ۱۹۸۷) بازیکن فوتبال اهل بلاروس است.
از باشگاه‌هایی که در آن بازی کرده‌است می‌توان به باشگاه فوتبال آلتای اسپور، باشگاه فوتبال ولگا نیژنی نووگورود، باشگاه فوتبال هامبورگ، باشگاه فوتبال غازی عینتاب‌اسپور، باشگاه فوتبال آنکاراگوچو، باشگاه فوتبال تورپدو مسکو، باشگاه فوتبال فرایبورگ، و باشگاه فوتبال دینامو مینسک اشاره کرد.
وی همچنین در تیم‌های ملی فوتبال زیر ۲۱ سال بلاروس و بلاروس بازی کرده‌است.